# Till West
Till West is de artiestennaam van Till Andermahr, een Duitse dj en producer.
Toen West zestien was, zette hij zijn eerste stappen in de muziek, maar drie jaar later ging hij de mode in en hij zette een bedrijf op dat samenwerkt met diverse grote modemerken. De muziek bleef echter in zijn hoofd zitten en samen met Arndt Meyer-Wegner (DJ Delicious) en Stefan "Bossi" Bossems (onder andere Cosmic Gate) richtte West het platenlabel Phunkwerk op.
In 2006 had hij een grote clubhit met Same man in samenwerking met DJ Delicious.

## Discografie

### Singles
| Single met eventuele hitnotering(en) in de Nederlandse Top 40 | Datum van verschijnen | Datum van binnenkomst | Hoogste positie | Aantal weken | Opmerkingen                                |
| ------------------------------------------------------------- | --------------------- | --------------------- | --------------- | ------------ | ------------------------------------------ |
| Same man                                                      | 2006                  | 20-5-2006             | 22              | 6            | met DJ Delicious / Dancesmash op Radio 538 |